# 汉娜·布什
汉娜·克雷斯蒂娜·布什（波蘭語：Hanna Krystyna Busz，1940年11月23日—），波兰前女子排球运动员。她曾代表波兰国家队参加1964年夏季奥林匹克运动会排球比赛，获得一枚铜牌。